# Грищенков, Василий Иванович
Василий Иванович Грищенков (род. 23 января 1958, Гомель) — советский легкоатлет, специалист по тройным прыжкам. Выступал за сборную СССР по лёгкой атлетике в 1980-х годах, серебряный призёр чемпионата Европы, победитель и призёр первенств национального значения, участник чемпионата мира в Хельсинки. Представлял город Ленинград и спортивное общество «Динамо». Мастер спорта СССР международного класса.

## Биография
Василий Грищенков родился 23 января 1958 года в Гомеле, Белорусская ССР.
Занимался лёгкой атлетикой в Ленинграде у заслуженного тренера РСФСР Валентина Владимировича Войнова, состоял в добровольном спортивном обществе «Динамо».
Впервые заявил о себе на международном уровне в сезоне 1977 года, когда вошёл в состав советской национальной сборной и побывал на юниорском европейском первенстве в Донецке, откуда привёз награду серебряного достоинства, выигранную в тройном прыжке — уступил здесь только соотечественнику Геннадию Валюкевичу.
В 1980 году одержал победу на чемпионате СССР в Донецке.
В 1981 году с личным рекордом в 17,01 метра был лучшим на зимнем чемпионате СССР в Минске.
В 1982 году взял бронзу на чемпионате СССР в Киеве, стал серебряным призёром на чемпионате Европы в Афинах.
В июне 1983 года с лучшим результатом мирового сезона и национальным рекордом (17,55 метра) победил на чемпионате страны в рамках VIII летней Спартакиады народов СССР в Москве. Удостоился права защищать честь страны на впервые проводившемся чемпионате мира по лёгкой атлетике в Хельсинки, но в финал здесь не вышел.
В 1985 году добавил в послужной список бронзовую награду, полученную на домашнем чемпионате СССР в Ленинграде.
Оставался действующим спортсменом вплоть до 1987 года, хотя в последнее время уже не показывал сколько-нибудь значимых результатов на международной арене.
За выдающиеся спортивные достижения удостоен почётного звания «Мастер спорта СССР международного класса».